# Ptinus reitteri
Ptinus reitteri is een keversoort uit de familie klopkevers (Ptinidae). De wetenschappelijke naam van de soort werd in 1894 gepubliceerd door Maurice Pic.